# Szkoła Ludwiki

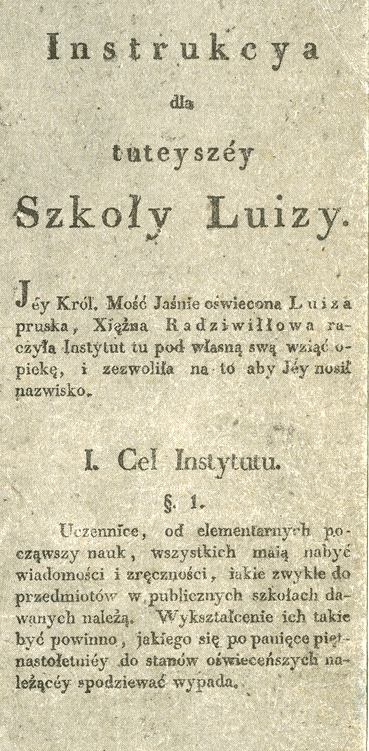
Pierwszy regulamin szkoły

Szkoła Ludwiki (początkowo Szkoła Luizy, niem. Luisenschule) – szkoła dla dziewcząt, działająca w Poznaniu w latach 1830–1919. Do roku 1873 miała charakter szkoły prywatnej zarządzanej przez Fundację im. Ludwiki (niem. Luisenstiftung); potem została przejęta przez państwowy pruski system oświaty. Placówka miała charakter elitarny, skupiając dziewczęta z rodzin należących do wyższej i średniej burżuazji; jej specyfiką był wysoki poziom nauczania muzyki i duża rola sztuk pięknych. Od roku 1841 obejmowała seminaryjne kursy nauczycielskie. Szkoła zaprojektowana została jako placówka niemiecko-polska, ale od połowy wieku XIX zaczęła marginalizować elementy kultury polskiej; pod koniec stulecia stała się narzędziem pruskiego wychowania patriotycznego, a wobec polskich uczennic narzędziem germanizacji. Okresowo znaczny odsetek abiturientek stanowiły dziewczęta z rodzin żydowskich. Spośród wychowanek szkoły znanymi postaciami niemieckiego życia politycznego, naukowego i artystycznego stały się Auguste Schmidt, Ida Barber, Elise Ekke, Margarete Gerhardt i Hedwig Landsberg. Spośród Polek najbardziej znaną abiturientką była Walentyna Motty, późniejsza żona Hipolita Cegielskiego.

## Założenie i początki szkoły

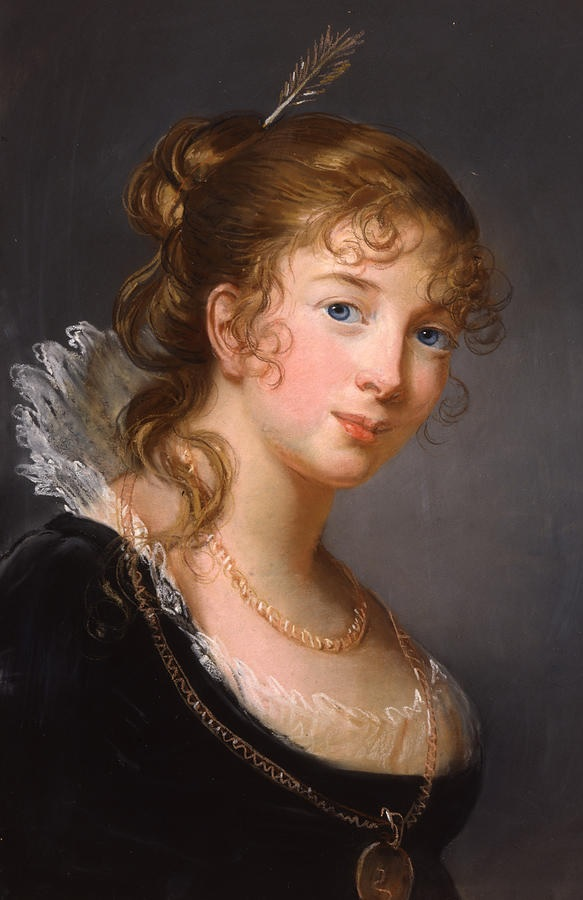
Ludwika Pruska

W początkach XIX wieku w Poznaniu istniało kilka pensji dla dziewcząt; niektóre z nich miały ambitny charakter, ale okazały się efemeryczne, inne z kolei nie spełniały oczekiwań środowisk burżuazyjno-ziemiańskich. W końcu lat 20. grupa obywateli Poznania podjęła próbę zainteresowania lokalnej administracji kwestią utworzenia szkoły żeńskiej o trwałych podstawach finansowych i szerzej zakrojonym programie nauczania. Inicjatywa ta została podjęta przez księżnę Ludwikę Pruską, żonę namiestnika Wielkiego Księstwa Poznańskiego, księcia Antoniego Radziwiłła. Księżna Ludwika, od młodości zdradzająca sympatie do Polaków i zainteresowanie kwestiami edukacji, zgodziła się patronować przedsięwzięciu. Inicjatywa zyskała podstawy prawne przez utworzenie prywatnej fundacji pod nazwą Luisenstiftung. Wkład księżnej stanowił podstawę finansową fundacji, chociaż inni jej członkowie również wnosili swoje udziały. Fundacja w roku 1830 otworzyła szkołę dla dziewcząt o nazwie Louisenschule.
Przez swoją fundatorkę szkoła została pomyślana jako placówka dla dziewcząt polskich i niemieckich; część dokumentacji była dwujęzyczna, choć językiem wykładowym był generalnie niemiecki. Nauczanie w Szkole im. Ludwiki zaplanowano na 4 klasy po 2 lata. Przyjmowano dziewczynki od 7 roku życia; abiturientki miały 15–17 lat. Opracowany zakres nauki był dość szeroki, a języka polskiego uczono w wymiarze 4 godzin tygodniowo; oceniano w skali pięciostopniowej. W pierwszym okresie w szkole uczyło się ok. 100–150 dziewcząt. W początkach lat 30. poziom nauczania był na tyle wysoki, że władze rejencji zażądały jego obniżenia; ich zdaniem zbyt przypominał on profil szkół męskich. Pod względem wyznaniowym szkoła była – przynajmniej teoretycznie – otwarta jedynie dla chrześcijan i miała charakter mieszany, katolicko-ewangelicki; religii uczył zarówno pastor, jak i ksiądz, aczkolwiek dyrektorem był ten pierwszy – Johan Gottlob Friedrich. Szkoła podlegała nadzorowi Prowincjonalnego Kolegium Szkolnego. W pierwszych miesiącach istnienia Luisenschule mieściła się w wynajętym wcześniej domu należącym do radcy sądowego Brücknera przy ulicy Wrocławskiej. Ponieważ okazał się on za ciasny, już pod koniec roku 1830 szkoła przeniosła się do również wynajętej narożnej kamienicy u zbiegu ulic Wielkiej i Żydowskiej.

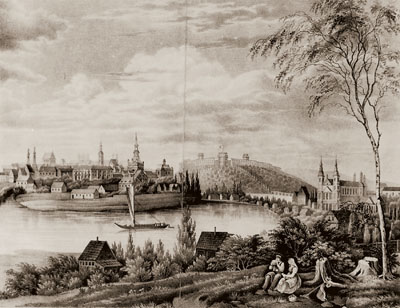
Poznań, lata 30. XIX wieku

Fundacja dość szybko popadła w tarapaty finansowe, z których wyprowadziła ją dotacja księżnej w wysokości tysiąca talarów. Ludwika Pruska wyjednała też u nowego namiestnika Księstwa, Eduarda Flottwella, że nieruchomości przejęte po sekularyzowanym przez Prusy zakonie Benedyktynek zostaną przekazane na własność Fundacji. W ten sposób w roku 1834 Szkoła Ludwiki przeniosła się do trzeciej z kolei siedziby, a mianowicie do Pałacu Górków przy ulicy Wodnej. Zarząd Fundacji im. Ludwiki przeprowadził w poklasztornych pomieszczeniach szereg prac, bardzo negatywnie ocenianych przez historyków: wątpliwe z punktu widzenia przystosowania budynku do potrzeb szkoły, doprowadziły one do zniszczenia historycznych elementów architektonicznych i nadmiernie obciążyły finansowo fundację, pozostającą pod opieką Radziwiłłów do czasu ich wyjazdu z Poznania w roku 1836.

## Między rejencją i fundacją: rozkwit

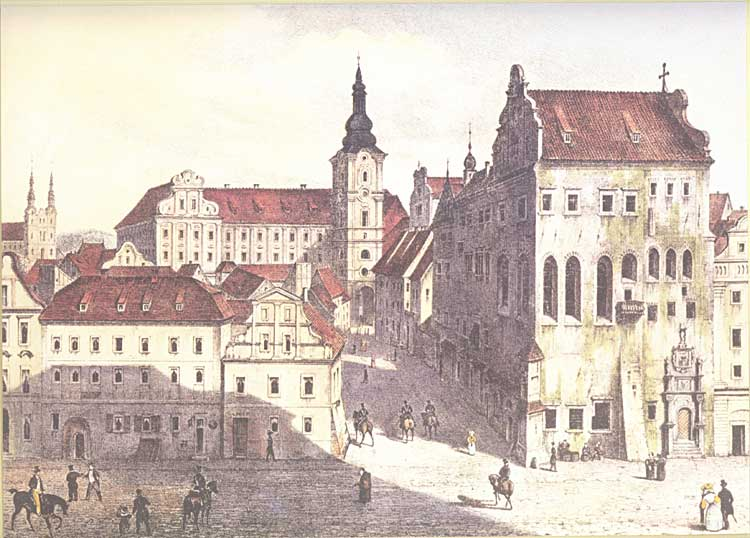
Pałac Górków (na prawo), lata 40. XIX wieku

W latach 1836–1837 nowy dyrektor szkoły Karl Wilhelm Barth przy współpracy władz prowincji doprowadził do zmiany statutu fundacji. Szkołę przemianowano na Königliche Luisenschule, a rejencja zyskała decydującą rolę w obsadzaniu członków zarządu fundacji. Od przełomu dekad szkoła stała się praktycznie placówką prywatno-państwową, a kluczowe decyzje podejmowano w trójkącie Barth – rejencja – fundacja. Hybrydalny charakter szkoły nasilił się po roku 1841, kiedy z inicjatywy Bartha Szkoła Ludwiki otworzyła seminarium nauczycielskie; celem było poszerzenie kadry nauczycieli niemieckich. Kursy seminaryjne umocniły zrost prywatno-państwowy na terenie placówki; były one systematycznie dofinansowywane przez władze prowincji. W latach 40. funkcjonował też trzeci moduł szkolny, również prywatno-państwowy, tzw. szkoła ćwiczeń, gdzie praktykowały uczennice seminarium nauczycielskiego. Kształcone w Luisenschule nauczycielki i guwernantki były bardzo poszukiwane na rynku pracy.
Ponieważ pojawiła się tendencja do protestantyzacji szkoły, zainspirowane sukcesem Luisenschule zdominowane przez Polaków stany prowincjonalne Księstwa złożyły petycję o utworzenie w Poznaniu katolickiej szkoły żeńskiej. Pomimo początkowo przychylnego przyjęcia przez króla, wspólnym wysiłkiem Bartha i władz rejencji projekt ten został utrącony; w ramach kontrpropozycji w Luisenschule utworzono klasy z polskim językiem wykładowym. W okresie Wiosny Ludów ze szkoły wydalono jednak kilka uczennic związanych z polskim ruchem patriotycznym. Po roku 1848 większość Polek sama opuściła Szkołę Ludwiki; szkołę opuścili też pojedynczy nauczyciele, sympatyzujący z Polakami. W tym okresie zaangażowanie dyrektora Bartha i części niemieckiej kadry w zabarwioną konserwatywnie działalność polityczną stało się tak znaczne, że wywołało upomnienie nawet ze strony radcy Wendta, przedstawiciela władz szkolnych rejencji. Po opuszczeniu przez niego stanowiska Barth pozostał na placu boju jako triumfator. Polskie klasy wykładowe okazały się efemerydą i zniknęły w roku 1851.

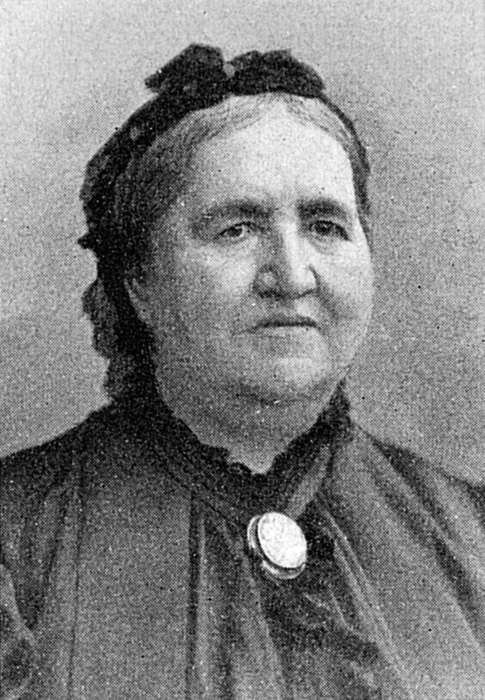
Auguste Schmidt

Lata 40. były okresem rozkwitu szkoły, do czego przyczyniło się zarówno otwarcie seminarium, jak również energia i przedsiębiorczość Bartha; liczba uczennic urosła od 200 w początkach dekady do prawie 300 pod jej koniec. Niektóre z nich, jak np. Walentyna Motty lub Auguste Schmidt, stały się później znanymi postaciami. Wydaje się, że Niemek było nieco więcej niż Polek. Odsetek tych drugich systematycznie malał, a odsetek Żydówek systematycznie rósł; temu ostatniemu bezskutecznie usiłowały przeciwdziałać władze szkoły. Po opuszczeniu szkoły przez Polki Luisenschule zniosła wewnętrzny numerus clausus dla Żydówek, których liczba sięgnęła w początku lat 50. połowy ogółu uczennic; wśród nich była m.in. późniejsza znana pisarka Ida Barber. Zaniepokojona dominacją dziewcząt żydowskich, pod koniec lat 40. fundacja podjęła próbę odzyskania kontroli nad szkołą, występując do rejencji o zniesienie zmian statutowych z roku 1837; została ona storpedowana przez działających w porozumieniu Bartha i władze rejencji. W ramach swego rodzaju kompromisu władze prowincjonale uznały jednak, że jako szkoła prywatna Luisenschule ma prawo regulować kwestię żydowską na mocy własnych wewnętrznych rozporządzeń. Doprowadziło to w roku 1851 do przywrócenia 15% numerus clausus dla dziewcząt żydowskich.

## Między rejencją i fundacją: kryzys

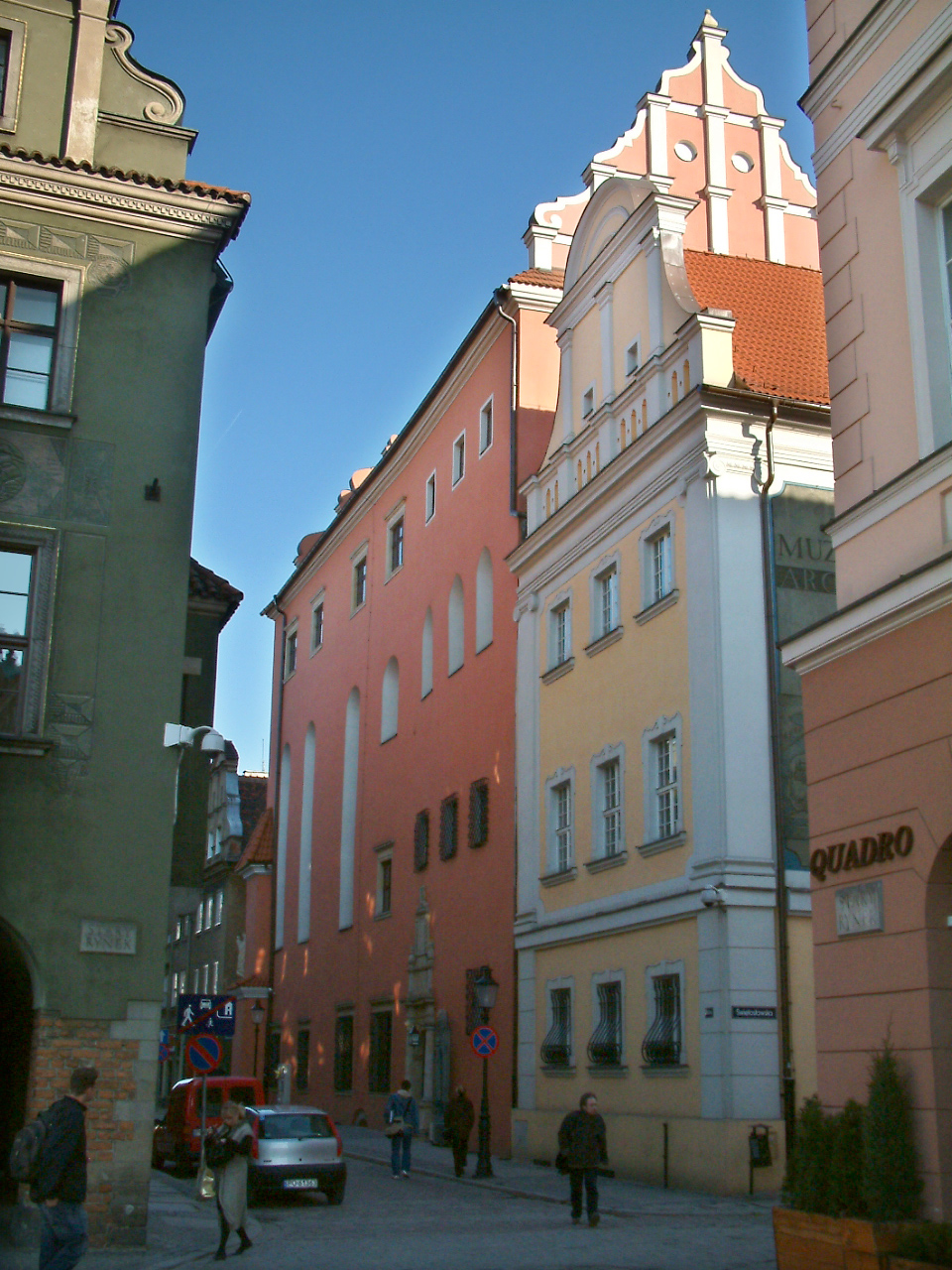
Pałac Górków obecnie

Ograniczenie liczby Żydówek oraz malejąca liczba Polek przyczyniły się spadku liczby uczennic w latach 50.; w pierwszej połowie było ich około 200, a pod koniec dekady nawet poniżej 100. Wśród kadry dokonała się wymiana pokoleniowa i zniknęli nauczyciele dbający o fundacyjne ludwicjańskie tradycje. Czynnikiem, który decydująco przyczynił się do kryzysu Szkoły im. Ludwiki, było otwarcie pod koniec lat 50. szkół dla dziewcząt przez sercanki i urszulanki, świeżo przybyłe do Poznania. Ich energiczna działalność oraz nowoczesny profil naukowy (urszulanki oferowały np. naukę języka angielskiego, którą potem z marnym skutkiem usiłował wprowadzić również Barth), a przede wszystkim katolicki i polski charakter szkół sprawiły, że dziewczęta z rodzin polskich gremialnie wybierały szkoły zakonne. Dodatkowo Luisenschule straciła monopol na kształcenie nauczycielek w roku 1859, kiedy własny kurs seminaryjny otworzyły urszulanki.
Spadek poziomu nauczania i prestiżu szkoły przełożył się stopniowo na problemy finansowe Szkoły Ludwiki. Przyczynił się do nich również fakt, że środek ciężkości Poznania przenosił się poza obręb Starego Miasta; wynajem pomieszczeń w Pałacu Górków, niebagatelne źródło dochodów dla Luisenschule, przynosił coraz mniej pieniędzy. W latach 60. Barth dążył do zwiększenia zaangażowania finansowego prowincji, która i tak regularnie subwencjonowała szkołę; podjął mianowicie próby zapewniania kadrze Szkoły Ludwiki emerytur z kasy rejencji, dążąc również do innych form uprzywilejowania szkoły przez państwo, zwłaszcza w stosunku do szkół sercanek i urszulanek. Wreszcie dyrektor prowadził systematyczną wojnę podjazdową z władzami Fundacji, dążąc do przeniesienia kluczowych uprawnień decyzyjnych z jej zarządu do dyrekcji szkoły.

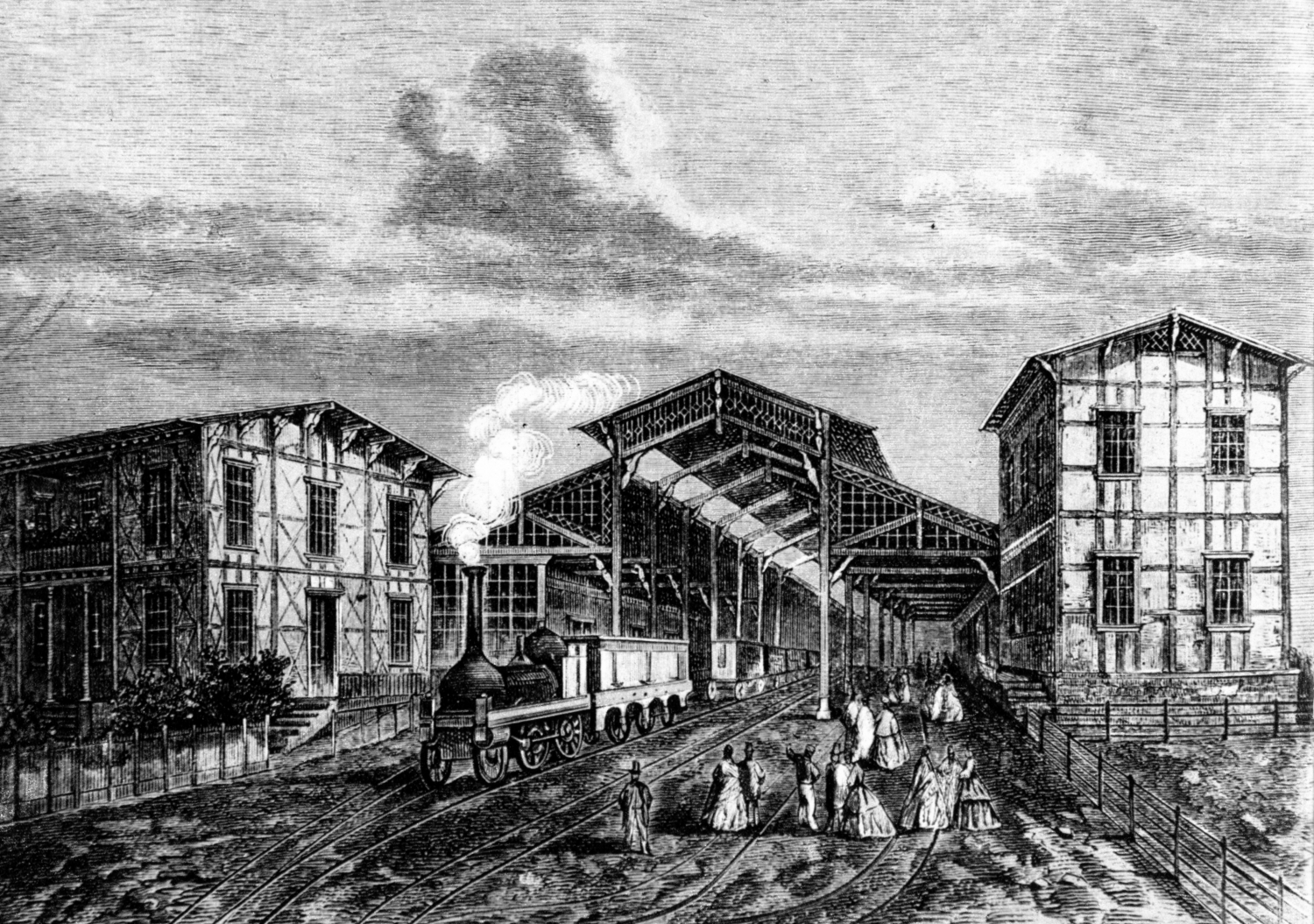
Poznań, lata 60. XIX wieku

Ministerstwo oświaty w Berlinie i władze prowincjonalne w Poznaniu początkowo niezdecydowanie odniosły się do zabiegów dyrekcji Szkoły im. Ludwiki. Do tego czasu większość oryginalnych członków zarządu fundacji zmarła; ponieważ rejencja nie powoływała nowych, w jego składzie pozostali tylko Barth i delegat prowincji. Zarząd w takim składzie prowadził w latach 1870–1871 negocjacje z władzami miejskimi na temat hybrydalnej formuły zarządzania szkołą, jednak miasto ostatecznie wycofało się z negocjacji. Dopiero na tym etapie do rozmów włączyła się rejencja, wyrażając gotowość przejęcia placówki i sugerując podjęcie odpowiednich kroków wstępnych. Działania władz prowincji zaniepokoiły Bartha; jego celem było uzyskanie stałego wsparcia finansowego państwa bez naruszania struktury zarządczej fundacji, zapewniającej mu pełnię władzy w szkole. W latach 1871–1873 Barth starał się storpedować plany przejęcia Luisenschule, wysuwając argumenty natury prawnej i politycznej, a negocjacje między fundacją a ministerstwem i rejencją przybrały charakter wojny podjazdowej. Zakończyła się ona w roku 1873, kiedy z wykorzystaniem szeregu nieprawidłowości prawnych ministerstwo dokonało kasaty fundacji i przejęło na etat Szkołę im. Ludwiki.

## Szkoła państwowa: pierwsze dekady

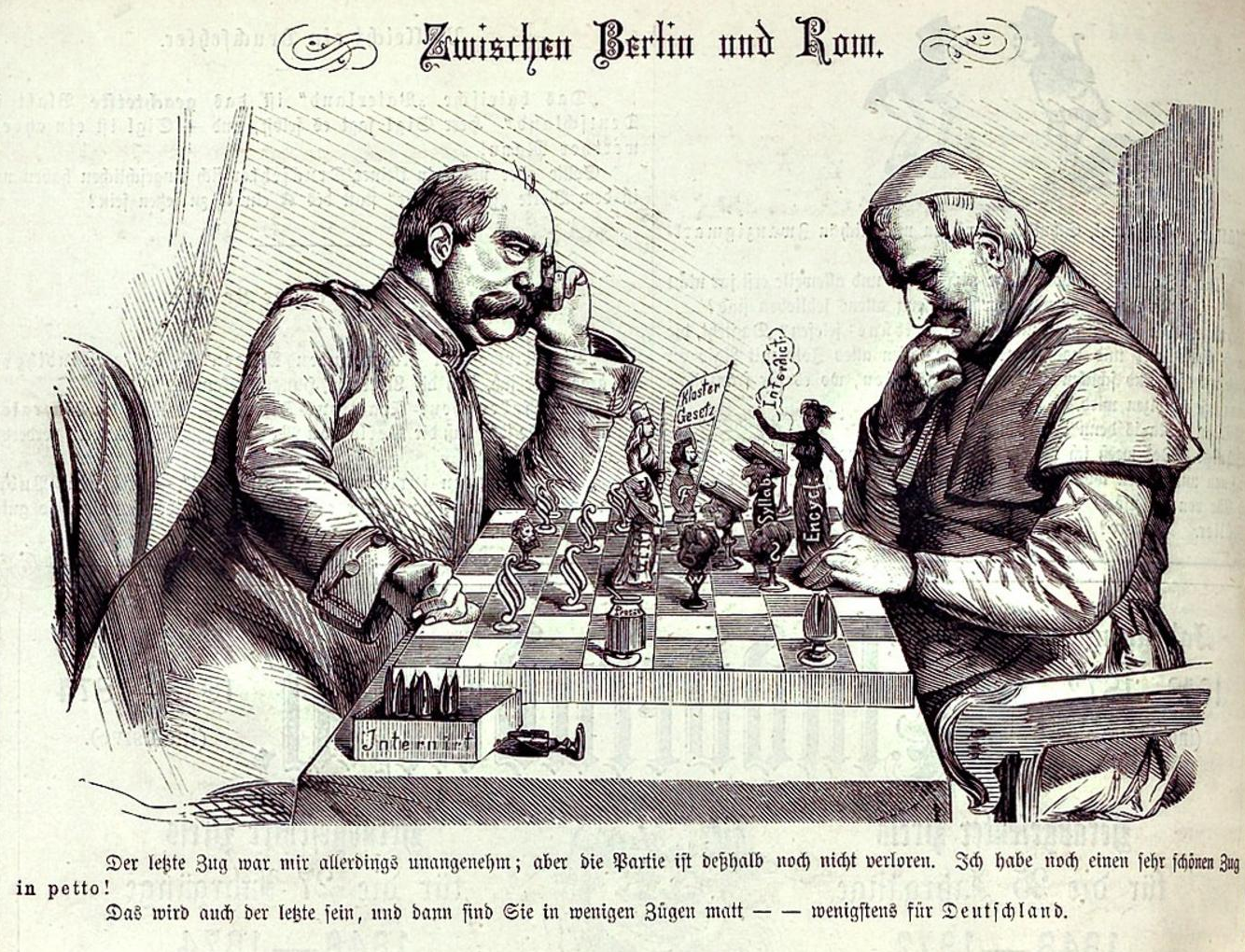
Kulturkampf w karykaturze

Po upaństwowieniu szkoły jej status wyraźnie się obniżył; seminarium nauczycielskie ze szkoły wyższego rzędu zostało zredukowane do roli seminarium ludowego, a Szkoła Ludwiki do jego szkoły ćwiczeń. Aczkolwiek starano się kontynuować ludwicjańskie tradycje, dotyczące np. dużego znaczenia muzyki w szkole, w latach 70. poziom nauczania pozostawiał wiele do życzenia. Dystans wobec konkurencji powiększał się, zwłaszcza że w początku lat 70. szkoły zakonne, a szczególnie szkoła urszulanek, przeżywały rozkwit, bijąc Luisenschule na głowę tak pod względem poziomu naukowego, jak i składu kadry, a zwłaszcza liczby uczennic. W tej sytuacji utrzymywanie numerus clausus zaczęło uderzać w podstawy ludwicjańskiej placówki i w początkach lat 70. zniesiono limit dla Żydówek, które zaczęły coraz liczniej napływać do szkoły. Przejęcie Szkoły Ludwiki było ciosem dla Bartha; przez 3 dekady symbol szkoły, został zdymisjonowany w połowie lat 70. i zmarł wkrótce potem.
W początku lat 70. władze prowincji poznańskiej rozpoczęły kampanię przeciw szkołom sercanek i urszulanek. Nie jest jasne, na ile akcja ta powiązana była z przejęciem Luisenschule na etat ministerialny, a na ile była częścią rozpoczynającego się właśnie Kulturkampfu. Przyjęła ona postać szeregu szykan administracyjnych, tworzenia trudności fiskalno-prawnych i nowych, coraz wyższych wymagań. Działalność ta zakończyła się pełnym sukcesem; szkołę sercanek zamknięto w roku 1873, a szkołę urszulanek w roku 1875. Po opuszczeniu przez te ostatnie Poznania i przeniesieniu się do Galicji pozostała po zakonie działka została wykupiona przez rejencję i przekazana Szkole Ludwiki, przez 20 lat największej rywalce urszulanek. Ponieważ stan przejętego budynku poszkolnego nie pozwalał na jego użytkowanie, przystąpiono do wznoszenia obok nowego gmachu. Prace ukończono w roku 1880, kiedy to Szkoła im. Ludwiki opuściła zajmowany od 45 lat Pałac Górków i przeniosła się na ulicę Młyńską. Jubileusz 50-lecia szkoły obchodzono już w nowych murach; przewodniczył mu nowy dyrektor Eduard Baldamus.

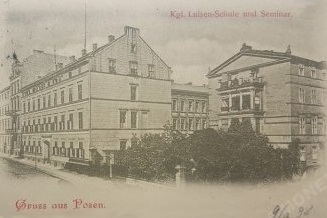
Luisenschule, początek XX w.

Lata 80. przyniosły stopniową pełną integrację Szkoły Ludwiki z państwowym systemem szkolnym. O pewnej odrębności placówki świadczył jedynie jej dualistyczny charakter, utrzymano bowiem kursy seminarium nauczycielskiego i kompleks szkolny funkcjonował jako Luisenschule und das Lehrerinnen-Seminar. W tym okresie kulturowo szkoła zyskała już całkowicie niemiecki charakter, aczkolwiek spory odsetek uczennic stanowiły dziewczęta ze znacznie już zasymilowanych środowisk żydowskich. Zlikwidowano ostatnie pozostałości dawnej ludwicjańskiej tradycji szkoły mieszanej; w roku 1888 ostatecznie zniesiono nauczanie języka polskiego, a Szkoła Ludwiki stała się narzędziem pruskiego i niemieckiego wychowania patriotycznego. Przezwyciężono kryzys związany z niewielkim naborem i pod koniec dekady liczba uczennic znowu zaczęła rosnąć.

## Szkoła państwowa: ostatnie dekady

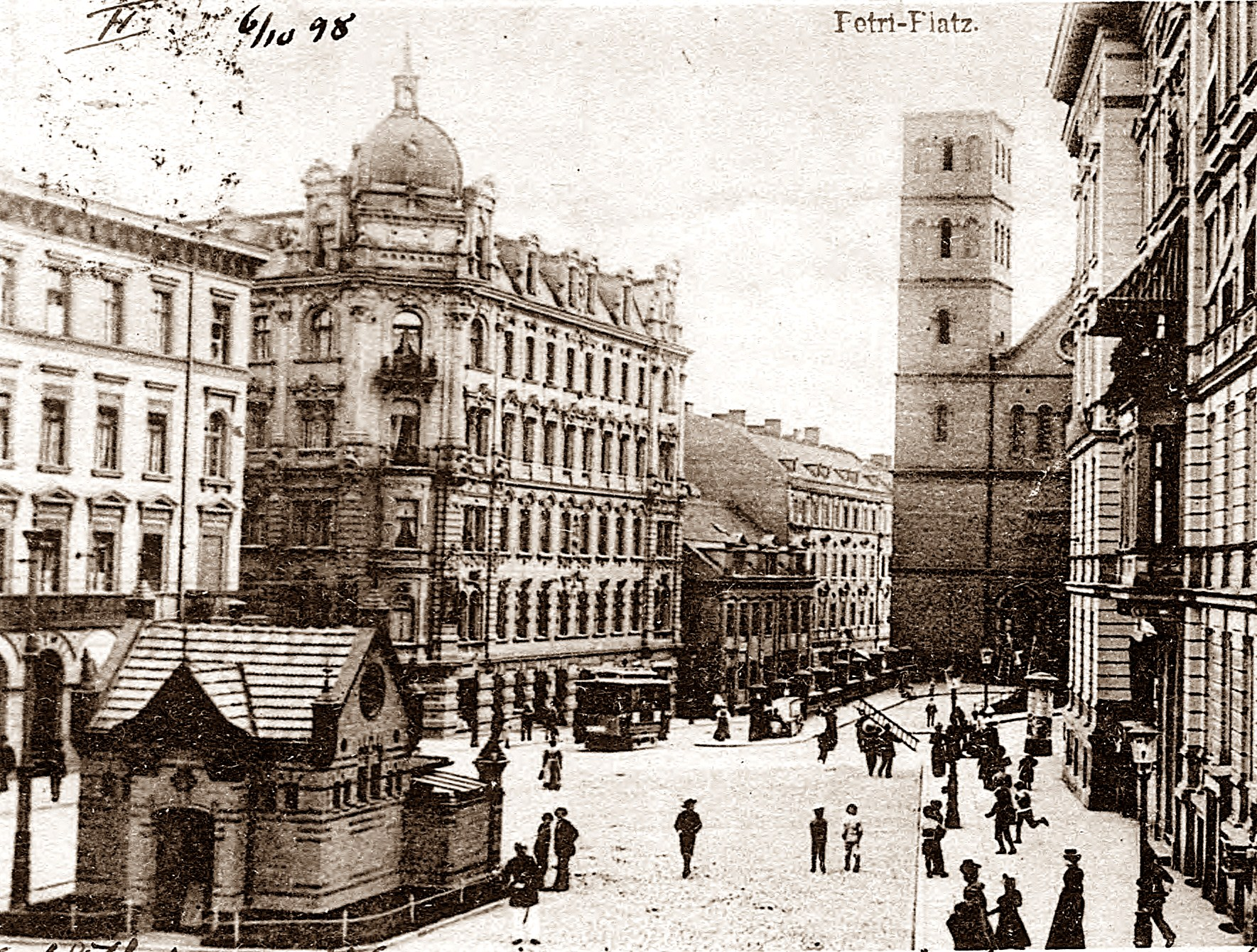
Poznań, lata 90. XIX wieku

W latach 90. w Prusach było 209 szkół typu średniego dla dziewcząt, z czego tylko 4 miały status królewskich. Poza poznańską Luisenschule tytułu „Königliche” używały również Elisabethschule w Berlinie, Augustaschule w Berlinie i Mädchenschule w Trewirze; oprócz niewielkich preferencji administracyjnych dawało to również aurę prestiżu i wyjątkowości. Istotnie Szkoła im. Ludwiki przynajmniej po części odzyskała dawną renomę. Współczesna historiografia wspomina wręcz o niekonwencjonalnym charakterze Szkoły Ludwiki z przełomu wieków, cenionej za wysoki poziom nauczania muzyki, sztuk i wychowania fizycznego. Niektórzy historycy określają placówkę jako postępową, odróżniającą się od innych szkół żeńskich w Prusach. Panująca w szkole atmosfera przyczyniła się m.in. do ukształtowania przyszłej znanej malarki pejzażystki, Margarete Gerhardt, uczęszczającej do Luisenschule pod koniec XIX wieku; w tym samym okresie uczennicami szkoły były późniejsza działaczka liberalno-demokratyczna i deputowana DDP do Reichstagu, Elise Ekke, oraz lekarka Hedwig Landsberg. Liczba uczennic nadal rosła i w początkach XX wieku sięgnęła 300.
W sporej części magnesem przyciągającym dziewczęta do Luisenschule były prowadzone nadal kursy nauczycielskie; były one atrakcyjne zwłaszcza dla uczennic pochodzenia żydowskiego. Program seminaryjny cieszył się dobrą opinią w całej prowincji; naukę podejmowały również uczennice spoza niej, np. z położonego w Prusach Zachodnich Torunia. Szkoła przyciągała tzw. höhere Töchter; skład społeczny wskazuje na dominację burżuazji; uczennice pochodziły z rodzin urzędników, kupców itp. Odsetek dziewcząt z rodzin polskich systematycznie malał i w początkach XX wieku nie przekraczał 5%; Polki wybierały raczej prywatne poznańskie pensje. Sytuacja ta uległa zmianie, kiedy w roku 1908 w Prusach weszła w życie reforma szkół żeńskich. Prawo do używania tytułu „Höhere Mädchenschule” uzyskały instytucje spełniające ściśle określone wymogi dotyczące wykształcenia kadry i oferowanego curriculum; Szkoła Ludwiki była jedną z niewielu w Poznaniu, która je spełniła. Będące dla niej konkurencją polskie pensje, głównie panien Danyszówien, Antoniny Estkowskiej i Anastazji Warnka, znalazły się w niższej kategorii „Gehobene Mädchenschule”.

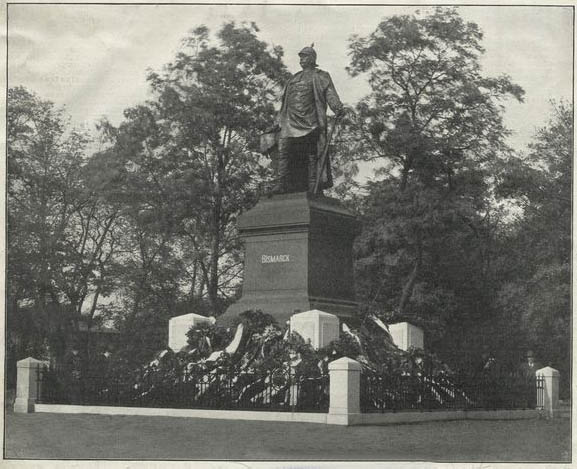
Pomnik Bismarcka, Poznań, pierwsze dziesięciolecie XX wieku

Pomimo pewnego zróżnicowania narodowego wśród uczennic w pierwszych dekadach XX wieku Luisenschule była już kulturowo całkowicie niemiecka; stanowiła element pruskiego systemu szkolnego, wychowującego niemieckie patriotki. W latach 1910 Polacy uważali Szkołę im. Ludwiki za „gniazdo hakatyzmu”. Kadra starała się wykorzenić ewentualne polskie preferencje kulturowe uczennic; nie tylko nie nauczano w szkole po polsku, ale karano za rozmowy po polsku. Znajdujące się w zdecydowanej mniejszości Polki czuły się w „nienawistnej uczelni” prześladowane i zmuszane by „ugiąć się przed jarzmem niemieckiej kultury”. Na przerwach, nie mogąc mówić między sobą po polsku, a nie chcąc mówić po niemiecku, rozmawiały po francusku, chociaż z czasem Szkoła Ludwiki zaczęła karać również za rozmowy po francusku. W latach I wojny światowej lekcje rozpoczynano nie powitaniem profesora, ale zwrotem „Gott strafe England”.

## Koniec Luisenschule

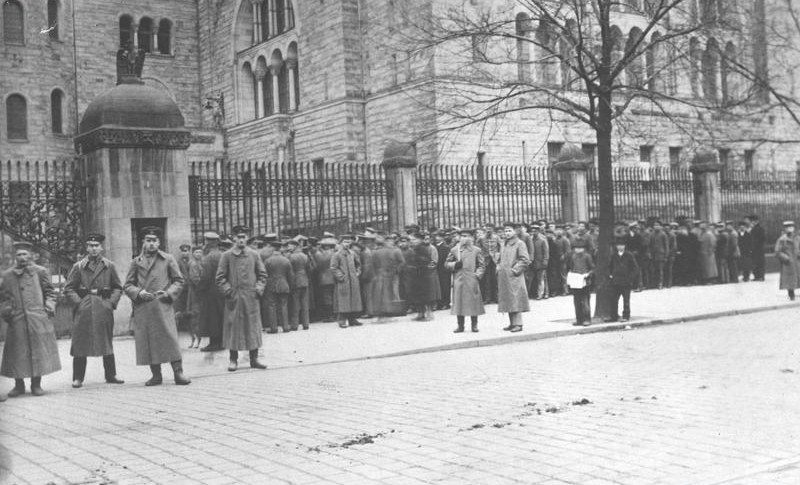
Ostatni żołnierze niemieccy w Poznaniu w 1918 roku

Pod koniec roku 1918 pruska struktura państwowa w Poznaniu załamała się i faktyczną władzę przejęła polska Naczelna Rada Ludowa. Delegowała ona do Szkoły Ludwiki swojego przedstawiciela, Marię Swinarską, dawną abiturientkę urszulanek. Formalnie objęła ona stanowisko beirata, doradcy dyrektora Güldnera, a jej zadaniem było wprowadzenie do szkoły języka polskiego. Faktycznie na przełomie lat 1918/1919 Swinarska była szarą eminencją szkoły, kierującą jej polonizacją i realizującą wytyczne władz polskich. Wydaje się, że w tym okresie Polacy nie mieli jeszcze sprecyzowanych planów wobec placówki; ich celem było przede wszystkim utrzymanie ciągłości nauczania przy jednoczesnej eliminacji elementów germanizacyjnych. Niemiecka kadra Luisenschule postawiła Swinarskiej szereg warunków, od których spełnienia uzależniała dalszą współpracę. Sprowadzały się one do podziału placówki na dwie odrębne części, niemiecką i polską: miały zostać wyodrębnione klasy polskie i niemieckie, w polskich miała uczyć kadra polska, a w niemieckich niemiecka, zaś rady pedagogiczne miały być prowadzone osobno. Gdy Swinarska warunki odrzuciła, niemieccy nauczyciele odmówili współpracy i przestali pojawiać się w budynku; w odpowiedzi po konsultacjach z NRL Swinarska zwolniła ze szkoły wszystkie uczennice Niemki.
Na skutek szczupłości kadry polskiej nauka w szkole byłaby w znacznej części fikcją, jednak w początkach roku 1919 większość niemieckich nauczycieli powróciła do pracy w Szkole Ludwiki; do ław szkolnych powróciły też dziewczęta niemieckie. Stosunki w łonie kadry pozostawały nadal bardzo napięte; nauczyciele Polacy i nauczyciele Niemcy nie podawali sobie nawzajem ręki. W niektórych klasach faktycznie utworzono po dwa osobne oddziały: polski i niemiecki. Ze względu na liczebną dominację kadry niemieckiej, placówka posługiwała się nadal głównie językiem niemieckim, również w dokumentach urzędowych. Wiosną roku 1919, jeszcze w czasie trwania roku szkolnego, poznańskie Prowincjonalne Kolegium Szkolne postanowiło zerwać z uznaną za pruską i germanizacyjną tradycją Luisenschule i nadać szkole nowe imię. W poszukiwaniu patronki – jako że chodziło o szkołę żeńską – zwracano szczególną uwagę na polskie wątki patriotyczne oraz na związki z Wielkopolską, nie bez znaczenia był również element oporu przeciw niemczyźnie. Żadne ze źródeł nie mówi o tym, by rozważano kandydaturę księżnej Ludwiki. Ostatecznie wybór padł na Dąbrówkę, która została zatwierdzona jako patron szkoły w maju 1919 roku.

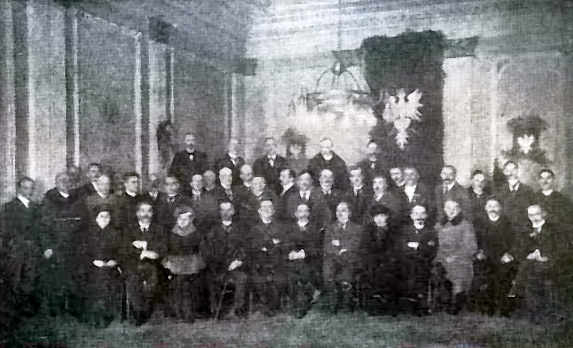
Naczelna Rada Ludowa, Poznań

W czasie wakacji zdecydowana większość nauczycieli i część uczennic opuściła szkołę, w sporej części opuszczając również Wielkopolskę. Po częściowym uzupełnieniu kadry nauczycielami polskimi, rok szkolny 1919/1920 szkoła na Młyńskiej rozpoczęła już jako Państwowa Uczelnia Żeńska Dąbrówki, a dyrektorem placówki została Maria Swinarska. Aczkolwiek placówka przejęła po Luisenschule niemieckojęzyczne podręczniki i materiały pomocnicze, w miarę upływu czasu starano się je zastępować wydawnictwami polskimi. Językiem wykładowym w szkole był wyłącznie polski. Skład narodowościowy szkoły z przełomu dekad pozostaje niejasny.

## Spuścizna

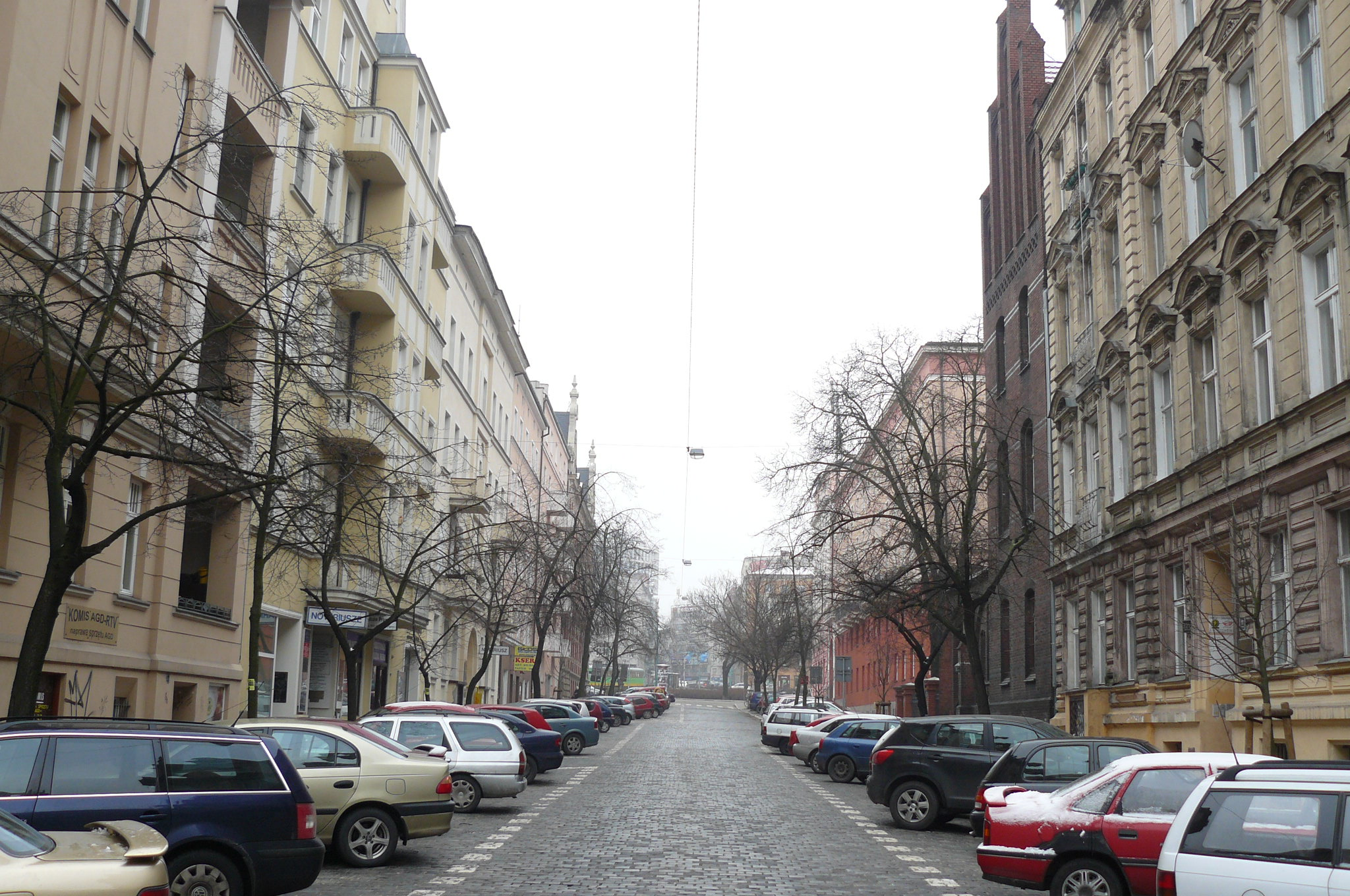
Ulica Młyńska obecnie; budynek szkoły stał z tyłu z prawej

Pruskie władze oświatowe starały się kontynuować tradycję poznańskiej Szkoły Ludwiki. Kiedy w roku 1921 na bazie wcześniej istniejącej placówki prywatnej utworzono w Królewcu państwowe żeńskie Hufen Oberlyzeum, miało ono nawiązywać do szkoły ludwicjańskiej z Poznania; niektóre opracowania mówią wręcz o przeniesieniu Szkoły im. Ludwiki z Poznania do Królewca. Oprócz przejęcia części kadry wątek ludwicjański liceum królewieckie kontynuowało m.in. poprzez wysoki poziom nauczania muzyki i generalnie szczególny nacisk na wykształcenie muzyczne. Tradycja ta była kultywowana do stycznia roku 1945, kiedy szkoła przestała istnieć. Od tego czasu żadna ze szkół istniejących w Niemczech nie nawiązuje do poznańskiej Luisenschule; zarówo berlińska Königin-Luise-Stiftung jak liczne istniejące w Republice Federalnej placówki noszące imię Ludwiki wywodzą się z innej tradycji, związanej z królową Ludwiką Pruską.
Polska Uczelnia Dąbrówki świadomie i celowo zerwała z tradycją ludwicjańską, kojarzoną z trwającym ponad pół wieku coraz bardziej niemieckim, a od końca XIX wieku germanizacyjnym i antypolskim kursem. Oprócz przejętego po Szkole Ludwiki budynku, obie placówki łączyła niesprecyzowana bliżej liczba uczennic, które zaczynały naukę w Luisenschule, ale kontynuowały już w Dąbrówce, charakter żeńskiej szkoły wyższej oraz seminaryjne kursy nauczycielskie. Jednak już w 11 lat po powstaniu Dąbrówka zaczęła stylizować się na kontynuatorkę Szkoły im. Ludwiki. Powody nie są do końca jasne; wydaje się, że kierownictwo młodej placówki pragnęło zyskać na prestiżu stuletniej instytucji, bowiem w roku 1930 uroczyście obchodzono 100 lat istnienia szkoły. Niektórzy z obserwatorów zauważali jednak, że w gruncie rzeczy w roku 1930 nie obchodzono ani kolejnej rocznicy funkcjonowania nieistniejącej już Luisenschule, ani 11. rocznicy powstania Dąbrówki, a jedynie stuletnią rocznicę założenia Fundacji im. Ludwiki.

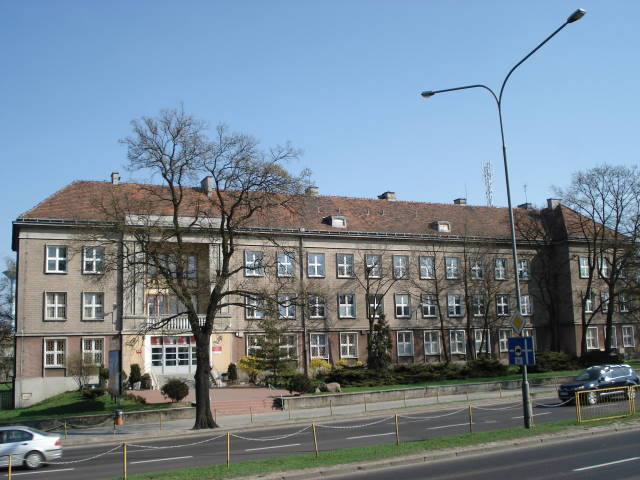
Liceum im. Dąbrówki, Poznań

Odmiennie niż niektóre inne powstałe częściowo na bazie szkół niemieckich poznańskie licea, odrodzona po II wojnie światowej Dąbrówka nadal konsekwentnie przedstawia się jako szkoła założona w roku 1830 i kontynuatorka tradycji Szkoły im. Ludwiki. Wersja taka prezentowana jest na witrynie internetowej szkoły oraz w rocznicowych wydawnictwach okolicznościowych. Żadne z tych źródeł nie podaje, na czym kontynuacja tradycji ludwicjańskiej polega. Nauczycielskie kursy seminaryjne, kontynuowane wzorem Szkoły im. Ludwiki, zamknięto w roku 1930. Po odtworzeniu w roku 1945 Dąbrówka nie wróciła do budynku po Luisenschule na ulicy Młyńskiej, ale po krótkotrwałym pobycie w kilku tymczasowych siedzibach została umiejscowiona w przejętym po Liceum św. Marii Magdaleny budynku na placu Bernardyńskim. W roku 1967 zerwano kolejny wątek ludwicjański, odbierając placówce status szkoły żeńskiej i przekształcając ją w szkołę mieszaną, przyjmującą zarówno dziewczęta, jak i chłopców. Wreszcie Dąbrówka straciła charakter szkoły wybitnej, który miała jeszcze w pierwszych latach powojennych; w 2017 roku na około 30 poznańskich liceów klasyfikowana była na 10. miejscu lub 11.